# Esmael Gonçalves
Esmaël Gonçalves (Bissau, 25 de junio de 1991) es un futbolista bisauguineano. Juega de delantero y su equipo es el S. C. Lusitânia de la Terceira Liga.

## Clubes
| Club                          | País           | Año       |
| ----------------------------- | -------------- | --------- |
| O. G. C. Niza "II"            | Francia        | 2009-2011 |
| O. G. C. Niza                 | Francia        | 2011-2012 |
| Rio Ave F. C.                 | Portugal       | 2012-2015 |
| Saint Mirren F. C. (cedido)   | Escocia        | 2013      |
| APOEL de Nicosia (cedido)     | Chipre         | 2013      |
| PAE Veria (cedido)            | Grecia         | 2014      |
| Anorthosis Famagusta (cedido) | Chipre         | 2015      |
| Al-Ettifaq Club               | Arabia Saudita | 2015      |
| Anorthosis Famagusta          | Chipre         | 2016-2017 |
| Heart of Midlothian F. C.     | Escocia        | 2017-2018 |
| F. C. Pajtakor Tashkent       | Uzbekistán     | 2018-2019 |
| Esteghlal F. C.               | Irán           | 2019      |
| Matsumoto Yamaga F. C.        | Japón          | 2019-2020 |
| Chennaiyin F. C.              | India          | 2020-2021 |
| Sheikh Russel K. C.           | Bangladés      | 2021-2022 |
| Livingston F. C.              | Escocia        | 2022-2024 |
| Raith Rovers F. C. (cedido)   | Escocia        | 2023      |
| Sohar S. C.                   | Omán           | 2024      |
| Ibri Club                     | Omán           | 2024      |
| S. C. Lusitânia               | Portugal       | 2025-     |